# Бой под Зализницей
Бой под Железницами — вооружённый конфликт между боевиками Украинской повстанческой армией и советскими подразделениями НКВД на Волыни. В результате боя повстанцы были разгромлены и понесли большие потери.

## Ход боя
28 апреля 1944 года 19-я бригада[уточнить] НКВД начала операцию по зачистке в кременецких лесах на севере Тарнопольского воеводства. К концу дня бригада достигла речки Случь, но в контакт с противником ещё не вступила. 29 апреля, около 5 часов утра, бойцы НКВД услышали выстрелы со стороны села Железницы. Оказалось, что там попал в засаду куреня УПА «Докса» отряд из 18 красноармейцев 70-й армии.
Бойцы НКВД решили проверить деревню. В 6:15 они достигли окраины села, где их встретили огнём повстанцы. Они не только задержали смершевцев, но даже начали контратаку. Советские войска на время оказались в трудном положении. Однако, в 7:40 к ним пришло подкрепление из 155 бойцов из 19-й бригады под командованием полковника Тимофеева. Соотношение сил изменилась, и повстанцы вынуждены были бежать. Советские отряды пустились в погоню, которая продолжалась до самого вечера, а на следующий день бой продолжился. Вечером 30 апреля в 19:30 бойцы НКВД достигли деревни Гронно и напали на разместившийся там отряд УПА. В ночном бою, по сводкам НКВД, погибло много повстанцев: 225 убитых, 15 раненых, и 106 арестованных. Большая часть погибших, вероятно, была гражданскими лицами. Бойцы НКВД также понесли серьёзные потери: 23 убитых (с офицерами), 30 раненых (из них 5 офицеров), 2 пропавших без вести (включая 1 офицера). УПА, в свою очередь, оценило советские потери в 240 погибших.